# ニュー八王子シネマ
ニュー八王子シネマ（ニューはちおうじシネマ）は、かつて東京都八王子市横山町にあった独立系映画館。自社ビルであるニュー八王子ビル（地上7階、地下1階）の3F～5Fに4スクリーンを備えていた。

## 概要
1947年5月、東京都八王子市横山町に「ニュー八王子」として設立。1952年頃から、川手健吉率いるタツミ興行（現在の立川シネマシティ）が経営。姉妹館として「たつみ映画劇場」を新設した。
当館発足当時の八王子市内には、明治時代に設立した芝居小屋「関谷座」を前身とする八王子東宝劇場と、終戦後の1945年12月に設立した八王子松竹（後の八王子あおい座）、1946年に開業した八光座（後の八王子名画座）の3館しかなく、当館は同市内で戦後3番目に出来た映画館であった。
1964年にはニュー八王子ビルを新築して、ロードショー館の「ニュー八王子」とピンク映画専門館「あんぐら劇場」の2館体制に移行。1970年代後半には『ロッキー』『スター・ウォーズ』などのヒットもあったが、1992年にタツミ興行が経営から撤退。ビルの所有者であるニュー八王子ビルに譲られ、3階にあった「あんぐら劇場」の跡をシネマ2とする。また、経営を譲受していた先述の八王子東宝をシネマ3としていたが、2003年12月31日に閉館。その後ビル内にさらに2スクリーン増設し、ロードショー作品のみならず、アート系の作品も意欲的に上映していた。
しかし2001年12月22日、同市南大沢にシネマコンプレックスのTOHOシネマズ南大沢がオープンすると、年間10万人程あった入場者数は約7万人に落ち込んだ。更にニュー八王子ビルの老朽化に伴う建替えも重なり、2017年1月31日をもって閉館。『ニュー・シネマ・パラダイス』を最終上映として70年間の歴史に幕を閉じた。跡地には高層マンション『エステムコート東京八王子』が2019年11月に竣工し、現在（2024年）に至る。

## データ
- 所在地：東京都八王子市横山町13-4
開館当時の同市横山町66番地[3]、現在のマンション『エステムコート東京八王子』の位置[6]。
- 運営：ニュー八王子ビル株式会社
- 支配人：中島幹和（2015年時点[2]）

### 各スクリーン
- シネマ1

座席数218席。4スクリーン中最大の施設、ドルビー・デジタル・サラウンドEX対応。
- シネマ2

座席数96席。ドルビー・デジタル・サラウンドEX対応。
- シネマ3

座席数73席。ドルビー・デジタル・サラウンドEX対応。
- シネマ4

座席数44席。ドルビー・サラウンド対応。